# Tetrahedron
Tetrahedron es una revista científica revisada por pares publicada desde 1957 por Elsevier (Reino Unido). Esta revista presenta semanalmente los resultados de investigaciones originales sobre química orgánica y su aplicación a otras disciplinas relacionadas.
De acuerdo con Journal Citation Reports, el factor de impacto de esta revista fue 2,641 en 2014. Actualmente los editores de esta publicación son Léon Ghosez (Instituto Europeo de Química y de Biología, Pessac, Francia), Guo-Qiang Lin (Instituto de Química Orgánica, Shanghái, China), Stephen F. Martin (Universidad de Texas en Austin, EE. UU.), William B. Motherwell (Universidad College Londres, Reino Unido), Ganesh P. Pandey (Laboratorio Nacional de Química, Pune, India), Brian M. Stoltz (Instituto de Tecnología de California, Pasadena, EE. UU.), Richard J. K. Taylor (Universidad de York, Reino Unido), y Kiyoshi Tomioka (Doshisa Women's College of Liberal Arts, Kioto, Japón).
Tetrahedron está indexada actualmente en las bases de datos Scopus, EBSCOhost, PubMed, Web of Science, y SwetsWise.
El congreso científico homónimo, Tetrahedron Symposium se organiza periódicamente, destinado a divulgar los últimos avances en Química Bioorgánica y Química Médica.
Tetrahedron Letters y Tetrahedron: Asimmetry son publicaciones similares, también editadas por la editorial Elsevier.